# A Casa sob a Areia
A casa sob a areia é um romance de Joaquim Carbó publicada pela primeira vez em 1966. Com aproximadamente 60 edições e mais de 180.000 exemplares vendidos, é uma coleção de aventuras que tem apaixonadas várias gerações de adolescentes.
A obra originou uma série de comics ilustrados por Josep Maria Madorell e é uma das muitas heranças perduráveis que nos foi chegando atraves da revista Cavall Fort.
Em 2010, a companhia Egos Teatro fez uma adaptação musical que se estreou no Teatro Nacional da Catalunha e onde também aparecia outro das personagens de Joaquim Carbó, o detetive privado Felip Marlot.

## Argumento
Pere Vidal, um barcelonês de vinte e sete anos, encontra trabalho a partir da leitura de um misterioso anúncio de jornal. Uma série de telefonemas de pessoas desconhecidas e de várias pistas que darão o início a sua aventura.
Depois de um acidentado e emocionante viagem através do Cairo e das terras do Nilo, o protagonista chega à casa sob a areia, sede de uma organização secreta instalada no Sudão que se dedica a todo tipo de negócios sujos. Esta organização está dirigida pelo arqueólogo alemão Timoteus Wander (o senhor Ti), o qual fará todo o possível para que Pere Vidal não possa escapar.

## Personagens
O protagonista do romance é Pere Vidal (faz-se passar por Peter Whitel ao início da história). Como em todos os romances de aventuras, é um tipo de herói que as qualidades humanas evoluem ao longo da aventura. Nascido de um bairro operário barcelonês, o mesmo autor caracteriza-o como indolente, indisciplinado, desordenado, de fome de fazer e de viver experiencias extremas.
O seu colega de viagem é o negro Henry Balua, o qual, ao contrário dos estereótipos apresentados nos romances de aventuras clássicas, não será o indígena ingênuo e maravilhado pelas qualidades do herói branco. Neste caso, o negro é o ágil, o íntegro, o trabalhador e o resolvido. Homem de princípios, defensor da gente do seu país, encontra-se casualmente com o herói e estabelece uma profunda amizade com Pere, depois que esse explicasse suas intenções. Pere e o Henry salvam-se a vida mutuamente em várias ocasiões, mas, finalmente, é Henry Balua quem guia o herói pelo bom caminho.
Os perigos aos quais o herói enfrentará têm origem na personagem do malévolo senhor Ti, o chefe da organização. Um homem pançudo, turvo, sem nenhum tipo de escrúpulos que, por mais esforços que faça e talentos que ponha em jogo, não chega nunca a vencer os propósitos do Pere e do Henry.
Há uma extensa galeria de personagens secundárias (os indígenas, os colaboradores do senhor Ti, a família de Pere, etc.) que irão evoluindo e se enriquecendo em outros romances do autor. Por exemplo, Hans, o alemão que trabalha nas ordens do senhor Ti à cidade sob a areia e que já aqui se insinua que não é de todo mal, acabará em sucessivas histórias como colaborador das empresas de Henry e Pere.